# ライオット!
『ライオット!』（Riot!）は、パラモアの2ndアルバム。2007年6月12日にリリース。

## 概要
- 日本盤はワーナーミュージック・ジャパンより2007年9月5日にリリースされた。ボーナス・トラックとして「Stop This Song(Love Sick Melody)」が収録されている。

## 収録曲
1. For a Pessimist, I'm Pretty Optimistic (3:48)
2. That's What You Get (3:40)
3. Hallelujah (3:23)
4. Misery Business (3:31)
5. When It Rains (3:35)
6. Let the Flames Begin (3:18)
7. Miracle (3:29)
8. Crushcrushcrush (3:09)
9. We Are Broken (3:38)
10. Fences (3:18)
11. Born for This (3:58)

### ボーナス・トラック（日本盤）
1. Stop This Song(Love Sick Melody)